# 외곽순환로
외곽순환로(Oegwaksunhwan-ro)는 충청남도 서산시 음암면 부장리 부장 교차로와 성연면 일람리 일람 교차로를 잇는 충청남도의 도로이다. 전 구간 국도 제32호선에 속한다.

## 연혁
- 2009년 4월 17일 : 서산시 성연면 일람리 ~ 음암면 부장리 7.65km 구간을 자동차 전용도로로 지정[1]
- 2016년 12월 29일 : 음암 ~ 성연간 도로(서산시 성연면 일람리 ~ 음암면 부장리) 7.65km 구간 신설 개통[2], 기존 서산시 석림동 ~ 음암면 부장리 총 5.3km 구간 폐지[3]
- 2017년 5월 29일 : 외곽순환로로 명명

## 주요 경유지
충청남도
- 서산시 (음암면 · 온석동 · 성연면)

## 노선
전 구간 국도 제32호선에 속하므로 이 노선에 대한 별도 표기는 생략한다.
- (■): 자동차 전용도로 구간

| 이름            | 접속 노선                                                                  | 소재지 | 소재지                                  | 비고                                    |
| --------------- | -------------------------------------------------------------------------- | ------ | --------------------------------------- | --------------------------------------- |
| 부장 교차로     | 국도 제32호선 (서해로)                                                     | 서산시 | 음암면                                  |                                         |
| 상홍 교차로     | 운암로                                                                     | 서산시 | 음암면                                  |                                         |
| 상홍3교         |                                                                            | 서산시 | 음암면                                  |                                         |
| 상홍2 교차로    | 상홍1길                                                                    | 서산시 | 음암면                                  |                                         |
| 상홍2교 상홍1교 |                                                                            | 서산시 | 음암면                                  |                                         |
| 부산 교차로     | 지방도 제649호선 (홍천로)                                                  | 서산시 | 음암면                                  |                                         |
| 부산1교         |                                                                            | 서산시 | 음암면                                  |                                         |
| 온석 교차로     |                                                                            | 서산시 | 동문동                                  |                                         |
| 온석터널        |                                                                            | 서산시 | 동문동                                  | 성연 방면 연장 340m 음암 방면 연장 355m |
| 온석터널        | 성연면                                                                     | 서산시 |                                         | 성연 방면 연장 340m 음암 방면 연장 355m |
| 봉우2교 봉우1교 |                                                                            | 서산시 |                                         |                                         |
| 일람리 교차로   | 사연동로                                                                   | 서산시 | 성연 방면 진입 불가 음암 방면 진출 불가 |                                         |
| 일람교          |                                                                            | 서산시 |                                         |                                         |
| 일람 교차로     | 국도 제29호선 국도 제32호선 국도 제77호선 국가지원지방도 제70호선 (충의로) | 서산시 |                                         |                                         |

## 주의 사항
이 도로는 전 구간 자동차 전용도로로 지정되어 있어 자전거나 보행자는 통행할 수 없다. 이륜자동차 (모터사이클 혹은 오토바이)는 긴급자동차 (싸이카 및 소방용 모터사이클 등)에 한해 통행이 가능하며, 그 밖의 이륜자동차는 통행할 수 없다. 이에 대한 대체도로로는 구 국도 제32호선, 국도 제29호선 등이 있다.